# Mirka Federer
Miroslava "Mirka" Federer (nascida Miroslava Vavrincová e depois Miroslava Vavrinec  (Bojnice, 1 de abril de 1978) é uma ex-tenista profissional suíça nascida na eslováquia. Foi número 76ª do ranking da WTA.
Mirka é casada com o tenista profissional Roger Federer. Conheceram-se durante os Jogos Olímpicos de Sydney, em 2000. Mirka encerrou sua carreira devido a uma contusão no tendão de Aquiles, levando-a a acompanhar a carreira de Federer, responsabilizando-se pelo seu contato com a imprensa. Está sempre à sua disposição e sempre é vista nos jogos do marido. Mirka nasceu na Eslováquia, mas migrou para a Suíça com dois anos de idade.
Mirka e Roger casaram-se em Basel, em 11 de abril de 2009, depois de cerca de oito anos de noivado e um mês depois de anunciarem que Mirka estava grávida. Em 23 de julho, Mirka deu à luz as gêmeas Charlene Riva e Myla Rose. Tiveram mais dois filhos gêmeos, Lenny e Leo, nascidos em 6 de maio de 2014.